# Museu de Arte da Filadélfia
O Museu de Arte de Filadélfia, localizado na cidade de Filadélfia, nos Estados Unidos foi criado em 1876 (abriu suas portas em 1877) e hoje é um dos maiores e mais importantes museus dos Estados Unidos. É conhecido localmente como o The Art Museum e sua coleção abriga mais de 225 000 objetos. Todos os anos, o museu apresenta 15 a 20 mostras especiais e é visitado por cerca de 800 000 pessoas. Algumas das maiores e mais famosas mostras, que atraíram centenas de milhares de pessoas de todo o país e de outros lugares do mundo, incluíram as de Paul Cézanne (em 1996, atraindo 548 000 pessoas) e de Salvador Dalí (em 2005, atraindo 370 000 pessoas).
Além de sua arquitetura e suas coleções, o museu é famoso pelo papel que teve em uma famosa cena dos filmes de Rocky Balboa, interpretado por Sylvester Stallone. É comum ver os visitantes imitarem a famosa cena das escadarias, que agora são normalmente chamadas de Rocky Steps (Os degraus de Rocky). Uma estátua de bronze de Rocky foi colocada no topo das escadas para as filmagens de Rocky III e Rocky V. Logo depois foi removida do local, mas agora pode ser novamente vista no mesmo lugar.
Por causa de sua localização, no final da Benjamin Franklin Parkway, o Museu tem sido sede de vários shows, entre eles o Live 8.
O local foi designado, em 2 de julho de 1973, um edifício do Registro Nacional de Lugares Históricos.

## Coleções
O museu apresenta mais de 225 mil objetos da cultura ocidental desde o século I a.C. e alguns da Ásia, do terceiro milénio a.C. Alguns destaques são esculturas e pinturas da China, Japão e Índia; cerâmicas da Coreia; carpetes persas e turcos e uma sala de chá japonesa. A coleção europeia, da Idade Média até o presente, engloba obras-primas italianas e flamengas da Renascença. A coleção americana, que perpassa três séculos, apresenta uma seção especial com móveis dos séculos XVIII e XIX. A secção de arte moderna apresenta obras de Pablo Picasso, Marcel Duchamp e Constantin Brancusi. Entre os artistas contemporâneos estão Cy Twombly, Jasper Johns e Sol LeWitt.

### Coleção Otto Kretzschmar von Kienbusch
O museu também abriga uma grande coleção de armaduras de Carl Otto Kretzschmar von Kienbusch, que inclui objetos europeus de vários séculos. Há alguns anos o museu chegou a um acordo com as autoridades alemãs para que se devolvesse cinco armaduras roubadas de Dresden, na Segunda Guerra Mundial.